# Indopacifisk bonito
Indopacifisk bonito (Gymnosarda unicolor) är en fiskart som först beskrevs av Ruppell, 1836.  Indopacifisk bonito ingår i släktet Gymnosarda och familjen makrillfiskar. IUCN kategoriserar arten globalt som livskraftig. Inga underarter finns listade i Catalogue of Life.